# Sokołowice (województwo dolnośląskie)
Sokołowice – wieś w Polsce, położona w województwie dolnośląskim, w powiecie oleśnickim, w gminie Oleśnica.

## Podział administracyjny
| SIMC    | Nazwa       | Rodzaj     |
| ------- | ----------- | ---------- |
| 0879222 | Gęsia Górka | przysiółek |
| 0879239 | Katiusza    | przysiółek |
| 0879245 | Sokołowice  | kolonia    |

W latach 1945–1954 siedziba gminy Sokołowice. W latach 1975–1998 miejscowość położona była w województwie wrocławskim.

## Oświata, usługi i zabytki
Szkoła podstawowa, piekarnia, dawna wieża strażacka, dawny młyn wodny oparty na odnodze rzeki Oleśniczanki – obecnie w reaktywacji. Pałacyk dworski, park, kaplica mszalna parafii NMP Nieustającej Pomocy w Boguszycach. W Sokołowicach swoją siedzibę ma organizacja pozarządowa, jaką jest Fundacja Żyj dla Innych. Przez wieś prowadzi turystyczny szlak czerwony oraz ścieżka rowerowa.

## Historia
Sokołowice historycznie są wymieniane już w XIII wieku (rok 1288) w wykazie miejscowości, które płacą dziesięcinę parafii w Oleśnicy. Wśród charakterystycznej zagrodniczej zabudowy warto wspomnieć o pałacu i parku typu swobodnego ze stawem oraz reliktach folwarku, które zajmują południowo-zachodnią część wsi.